# Tournay-sur-Odon

Tournay-sur-Odon este o comună în departamentul Calvados, Franța. În 1 ianuarie 2018 avea o populație de 332 de locuitori.